# Antonis Minou
Antonis Minou (Aridaia, Grecia, 4 de mayo de 1958) es un exfutbolista y actual entrenador griego, que jugaba de portero y militó en diversos clubes de Grecia. Tuvo la suerte de jugar en 2 de los equipos grandes de su país, que fueron Panathinaikos y AEK Atenas y precisamente, en el equipo de la capital griega, estuvo primero como jugador y después como entrenador.

## Selección nacional
Con la Selección de fútbol de Grecia, disputó 16 partidos internacionales. Incluso participó con la selección igriega, en una sola edición de la Copa Mundial. La única participación de Minou en un mundial, fue en la edición de Estados Unidos 1994. donde su selección quedó eliminado, en la primera fase de la cita de Estados Unidos. Minou solo jugó un partido en ese mundial y fue en la derrota por 4-0 ante su similar de Argentina en Boston.

### Participaciones en Copas del Mundo
| Mundial                        | Sede           | Resultado    |
| ------------------------------ | -------------- | ------------ |
| Copa Mundial de Fútbol de 1994 | Estados Unidos | Primera Fase |

## Clubes
| Club            | País   | Año         |
| --------------- | ------ | ----------- |
| Almopos Aridea  | Grecia | 1979 - 1980 |
| Kastoria        | Grecia | 1980 - 1982 |
| Panathinaikos   | Grecia | 1982 - 1988 |
| AEK Atenas      | Grecia | 1988 - 1993 |
| Apollon Smyrnis | Grecia | 1993 - 1996 |